# Ticino
För andra betydelser, se Ticino (olika betydelser).
Ticino, eller Tessin, är en kanton i sydöstra Schweiz. Ticino gränsar i söder till Italien, i öster till Graubünden samt till Uri och Valais i norr. Kantonens största stad är Lugano medan huvudstaden är Bellinzona.
Ticino jämte delar av kantonen Graubünden utgör den italiensktalande delen av Schweiz. Även lombardiska talas, främst dialekten koiné uçidentala.

## Geografi
Ticino ligger som enda schweiziska kanton helt söder om Alpernas huvudkam.

### Sopraceneri och Sottoceneri
En vanlig geografisk uppdelning av kantonsområdet är i 
- Sopraceneri - den norra (ovanför Ceneripasset) och större delen, avvattnas till Lago Maggiore främst genom floderna Ticino, Verzasca och Maggia.
- Sottoceneri - den södra och mindre delen runt Luganosjön.

Denna gräns bygger på en romersk förvaltningsindelning 

## Historik

### Tidig historia
Den äldsta belagda fasta bosättningen i Ticino uppstod runt 5000 f.Kr. i det nuvarande Bellinzona. Bronsåldersfynd från Airolotrakten visar att alpområdet användes som säsongsbete. I Sopraceneri har man funnit bronsåldersgravfält, bland annat i Ascona, Locarno och Giubiasco. Under järnåldern (800-talet till år 15 f.Kr.) gjorde förbindelserna genom alperna Bellinzona och Como till handelscentra. Från söder kom matolja och vin, från norr metaller, bärnsten och salt.

### Romartiden
Romarna kallade befolkningen för leponter. Redan 49 f.Kr. hörde Ticino till Como och Milano och invånarna fick romerskt medborgarskap. Under åren 25-15 f.Kr. erövrade Augustus Alperna, som integrerades i Romarriket genom omfattande vägbyggen, bland annat över Gotthard- och San Bernardinopassen. Från senare delen av 300-talet finns tecken på att befolkningen börjat kristnas. Missionsverksamheten utgick från biskoparna i Milano och Como. Baptisteriet i Riva San Vitale, som anlades runt år 500 är Schweiz äldsta bevarade kristlig-sakrala byggnad.

### Medeltid
År 588 erövrade Langobarderna större delen av kantonsområdet. De bildade ett nytt överskikt medan den romaniserade befolkningen blev livegen eller halvfri. Huvudnäringarna var fortfarande handel och jordbruk. När Langobardriket erövrats av Frankerna år 774 tilltog handeln och förbindelserna genom Alperna. Senare lydde området under Como och Milano men det övergick i en mer lokal organisation.
När Gotthardvägen till Vierwaldstättersjön öppnats, växte under 1200-talet områdets strategiska och ekonomiska betydelse. Samtidigt härjades man av konflikterna mellan Ghibelliner och Guelfer. År 1277 tog ärkebiskopen Ottone Visconti makten i Milano, Viscontifamiljen erövrade år 1335 Como och snart hela Ticino.

### Under Edsförbundet
Efter Gian Galeazzo Viscontis död 1402 började det schweizska edsförbundet expandera söderut och 1521 hade hela det nuvarande kantonsområdet erövrats. Det delades in i åtta Vogteien som styrdes av en fogde (Landvogt, it.:Commissario eller Capitano reggente) och tillsattes för två år av edsförbundets orter. Befolkningen var skattskyldig och förpliktades att ställa upp trupper.

### Kantonen Ticino
Under Napoleonkrigen erövrades Edsförbundet av Frankrike. En majoritet av invånarna, framför allt i Sopraceneri, ville hellre behålla banden med Edsförbundet än att bli del av den Cisalpinska republiken. År 1798 utropade Frankrike den Helvetiska republiken där området ingick som kantonerna Lugano och Bellinzona. Med Mediationakten 1803 sammanslogs dessa till kantonen Ticino i Schweiziska Edsförbundet.

## Politik

### Administrativ indelning
Ticino delas in i åtta distrikt (distretti) som i sin tur delas in i 38 kretsar (circoli). Dessa delas i sin tur in i 106 kommuner (comuni):
| Distretto   | Huvudort   | Antal comuni | Circoli |
| ----------- | ---------- | ------------ | --- |
| Bellinzona  | Bellinzona | 6            | Arbedo-Castione, Bellinzona, Sant’Antonino                                                                          |
| Blenio      | Acquarossa | 3            | Acquarossa, Malvaglia, Olivone                                                                                      |
| Leventina   | Faido      | 10           | Giornico, Faido, Quinto, Airolo                                                                                     |
| Locarno     | Locarno    | 19           | Gambarogno, Isole, Locarno, Melezza, Navegna, Onsernone, Verzasca                                                   |
| Lugano      | Lugano     | 47           | Agno, Breno, Capriasca, Ceresio, Lugano est, Lugano nord, Lugano ovest, Magliasina, Paradiso, Sessa, Taverne, Vezia |
| Mendrisio   | Mendrisio  | 11           | Balerna, Caneggio, Mendrisio, Riva San Vitale, Stabio                                                               |
| Riviera     | Riviera    | 2            | Riviera |
| Vallemaggia | Cevio      | 8            | Lavizzara, Maggia, Rovana                                                                                           |
| Total (8)   | Bellinzona | 106          | |

### Lagstiftande makt
Den lagstiftande makten utövas av ett kantonsparlament, Stora rådet, (Gran Consiglio), med 90 ledamöter vilka väljs med proportionella val i en enda valkrets.
Statsrådets sammansättning sedan 2011.
| Parti                                     | Federalt parti                              | Ledamöter | Partifördelning                 |
| ----------------------------------------- | ------------------------------------------- | --------- | ------------------------------- |
| Partito liberale radicale ticinese (PLRT) | Schweiz frisinnade demokratiska parti (FDP) | 23        | Sitzverteilung des Grossen Rats |
| Lega dei Ticinesi (Lega)                  | Tessinernas liga                            | 21        | Sitzverteilung des Grossen Rats |
| Partito popolare democratico (PPD)        | Schweiz kristdemokratiska folkparti (CVP)   | 19        | Sitzverteilung des Grossen Rats |
| Partito socialista svizzero (PS)          | Socialdemokraterna (Schweiz) (SP)           | 14        | Sitzverteilung des Grossen Rats |
| I Verdi Ticinesi (VERDI)                  | Schweiz gröna parti (GPS)                   | 7         | Sitzverteilung des Grossen Rats |
| Unione democratica di centro (UDC)        | Schweiziska folkpartiet (SVP)               | 5         | Sitzverteilung des Grossen Rats |
| Movimento per il socialismo (MPS)         | Socialistiska rörelsen (Schweiz)            | 1         | Sitzverteilung des Grossen Rats |

### Verkställande makt
Statsrådet, (Consiglio di Stato), är Ticinos regering, som har 5 ledamöter vilka väljs med proportionella val i en enda valkrets. 
Statsrådet väljer varje år sin egen president. Stora rådet kan med absolut majoritet avsätta en ledamot av statsrådet.

### Direkt demokrati
- Alla författningsändringar är underkastade obligatoriska folkomröstningar.
- 7 000 väljare eller en femtedel av alla kommuner kan kräva folkomröstning om antagna lagar och budgetposter om mer än 1 miljon schweizerfranc eller ständigt återkommande budgetposter om 250 000 francs, om kravet framförs inom 45 dagar efter att lagen antagits eller budgetposten fastställts.
- Folkinitiativ om lagändringar måste behandlas i Stora rådet om det stöds av 7 000 väljare inom 60 dagar efter att det offentliggjorts. Detsamma gäller för förslag till författningsändringar. Dock måste dessa stödjas av 10 000 väljare.
- 15 000 väljare kan kräva en folkomröstning om att avsätta statsrådet, dvs. regeringen.

## Berömda personer från Ticino
- Francesco Borromini (1599–1667), italiensk barockarkitekt